# Lars Christensen
Lars Christensen (6 de abril de 1884 - 10 de diciembre de 1965) fue un explorador polar y magnate ballenero noruego.

## Carrera

### Inicios
Lars Christensen nació en Vestfold, Noruega, en el seno de una familia adinerada. Christensen heredó la flota ballenera de su padre, Christen Christensen. Comenzó su carrera como armador en 1906 y se aventuró en la industria ballenera en 1909, dirigiendo varias compañías como Framnæs Mekaniske Værksted, AS Thor Dahl, AS Odd, AS Ørnen, AS Thorsholm y Bryde og Dahls Hvalfangstselskap.
En 1910 Lars Christensen se casó con Ingrid Dahl (1891-1976), hija del comerciante mayorista y armador Thor Dahl (1862-1920). Más tarde asumiría el control de gran parte de los extensos negocios de su padre y su suegro tras su muerte en la década de 1920.
Endurance, el barco que se hizo famoso después de la fallida Expedición Trans-Antártica Imperial de Sir Ernest Shackleton de 1914, fue construido originalmente para Christensen, que tenía la intención de utilizarlo en cruceros por el Ártico para que los turistas cazaran osos polares. Como esto no ocurrió, Christensen vendió el barco a Shackleton.

### Exploración antártica
Christensen tenía un profundo interés en la Antártida y en su vida animal. Estaba particularmente interesado en hacer descubrimientos geográficos, y dio a sus capitanes un amplio margen de maniobra para hacerlo. Financió varias expediciones dedicadas específicamente a la exploración del continente antártico y sus aguas, y participó en algunas de ellas él mismo, trayendo incluso a su esposa Ingrid con él en la expedición de 1936-1937. Fue uno de los primeros en utilizar la prospección aérea con hidroaviones para cartografiar la costa de la Antártida Oriental, que completó desde el mar de Weddell hasta la plataforma de hielo de Shackleton, concentrándose en Bouvetøya y la región desde la tierra de Enderby hasta la tierra de Coats. Desde el hidroavión traído en la expedición de 1936-1937, los miembros tomaron 2.200 fotografías aéreas oblicuas, cubriendo 6.250 millas cuadradas. La señora Christensen se convirtió en la primera mujer en sobrevolar el continente.
El 1 de diciembre de 1927, como líder de una de sus expediciones financiadas, Christensen desembarcó y reclamó la isla Bouvet (Bouvetøya) para Noruega; anteriormente había sido reclamada por Gran Bretaña, pero los británicos pronto abandonaron su reclamación y finalmente reconocieron la isla como noruega.
En las expediciones que financió entre 1927 y 1937, los hombres de Christensen descubrieron y exploraron nuevas tierras sustanciales en las costas de Dronning Maud Land y MacRobertson Land. Entre los lugares de la Antártida que llevan el nombre de Christensen se encuentran el Pico Lars Christensen y la Costa Lars Christensen. Además, la costa de Ingrid Christensen recibió su nombre en honor a su esposa, una de las primeras mujeres en visitar la Antártida.
Durante la Segunda Guerra Mundial, Christensen fue Consejero de Finanzas en la Embajada Real de Noruega en Washington D. C. y miembro del Concejo de Nortraship. Después de la guerra, el Grupo Thor Dahl, bajo el liderazgo de Christensen, recuperó su posición como uno de los líderes de la industria.